# Yppah
Джо Корралес Мл. (род. 31 марта 1981, США) — электронный музыкант, продюсер, сочетает в своей музыке такие жанры как шугейзинг, рок, брейкбит, эмбиент. Псевдоним «Yppah» — это произнесенное наоборот слово «happy» (счастливый).

## Биография
Ещё подростком Джо начал играть на гитаре и бас-гитаре в разных рок-группах, позднее стал выступать как DJ, смешивая такие музыкальные направления как хип-хоп и хаус.
После выпуска своего первого студийного альбома «You Are Beautiful At All Times» в 2006 году Корралес основал группу для живых выступлений, которая участвовала в таких фестивалях, как «SXSW» 2007 и «Starbucks Mixed Media Series» в музее изобразительных искусств Хьюстона.
Также он участвовал на фестивале «SXSW» 2008 в качестве диджея. Сделал ремиксы композиций ZerodB и DJ Kentaro..

## Дискография

#### Альбомы
- You Are Beautiful At All Times (2006)
- They Know What Ghost Know (2009)
- Eighty One (2012)
- Tiny Pause (2015)
- Sunset in the Deep End (2020)

#### Синглы
- Again With The Subtitles (2006)
- Film Burn (при участии Аноми Бель) (2012)
- D. Song (2012)
- Bushmills  (2014)

#### Семплы
- Lil Peep — Star Shopping (семпл Never Mess With Sunday с альбома Eighty One)